# Metal industrial

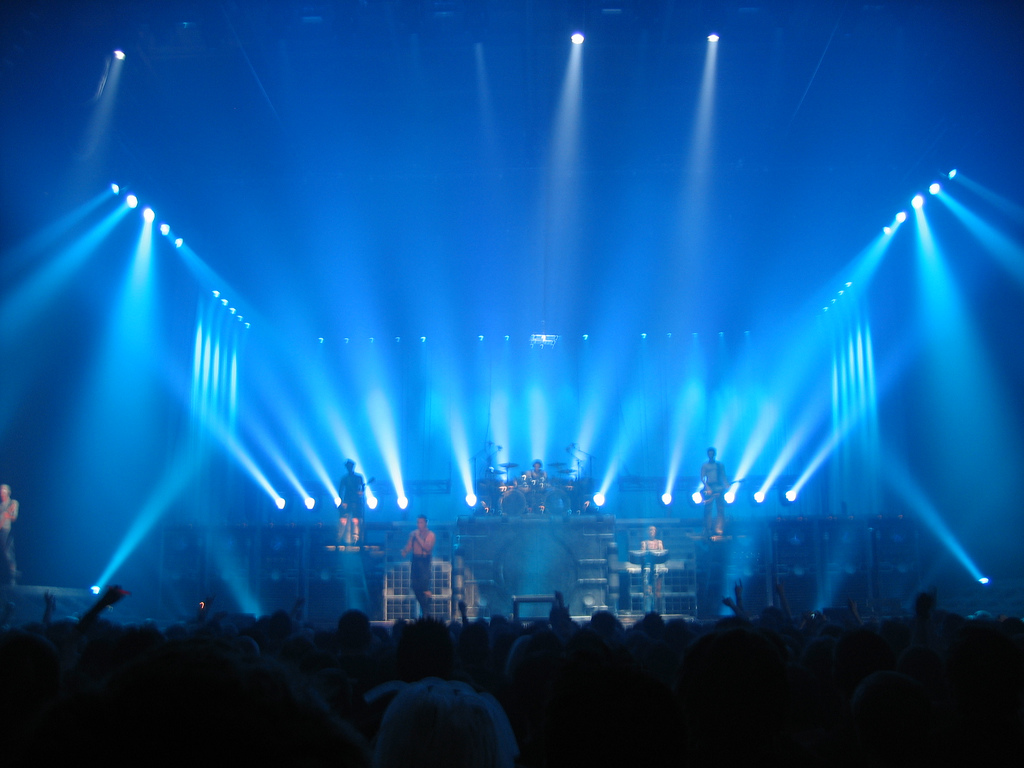
Rammstein, una de les bandes més representatives del metal industrial, en concert.

El metal industrial (de l'anglès industrial metal, en català metall industrial) és un subgènere de la música metal caracteritzat per la utilització d'elements propis de la música industrial i electrònica, com els efectes sonors per ordinador o la incorporació de samplers i taules de DJ.

## Orígens musicals i història
Podem cercar les primeres influències de la música electrònica al rock en els primers grups de l'anomenat rock industrial, com Killing Joke o Joy Division, encara que aquests grups difereixen bastant del metal. Van sorgir a finals dels setanta, i es van consolidar als vuitanta, però això no obstant, i a pesar de l'escena de metal underground d'aquesta època, que va fer que aquest gènere musical es dividís en nombrosos subgèneres, la denominació metal industrial no va ser utilitzada fins als anys noranta, en què, a partir de la influència d'altres gèneres com el hardcore punk, van aparèixer nombroses bandes dedicades al gènere, la més representativa de les quals potser és Marilyn Manson (si bé cal dir que el gènere d'aquesta banda no és purament metal industrial).
Al llarg del temps el fenomen es va estendre, primer pels EUA (on en realitat no ha tingut l'èxit d'altres subgèneres del metal) i després arreu del món, i van sorgir diverses bandes que, o bé permaneixien fidels a l'estil, com podríem nomenar Static X o Nine Inch Nails; o bé el combinaven amb altres (principalment el death metal), com els suecs Soilwork. Però el metal industrial no va arribar al seu moment de màxima popularitat fins a l'aparició de la Neue Deutsche Härte, un moviment musical sorgit a Alemanya que es va encarregar d'estendre i popularitzar el metal industrial per tot Europa, i especialment pel nord. Com a característica destacable, la majoria de les cançons d'aquest nou estil estaven escrites en alemany i no en anglès, i els músics feien una música més ballable (en part a causa del marcat ritme dels durs riffs de guitarra) que no pas els anteriors grups, sense perdre l'esperit metal·ler. Aquest nou estil, iniciat per la banda Oomph!, i amb Rammstein com el seu màxim representant, va tindre una gran repercussió en tot el metal europeu posterior, i els grups de metal escandinaus, abans dedicats quasi exclusivament al death metal (en la seua variant més melòdica), van començar a incorporar sintetitzadors i taules de mescles entre els seus instruments. Bona mostra d'açò són els abans esmentats Soilwork (si bé el seu gènere és més proper al metalcore i al death metal melòdic), Turmion Katilot o Clawfinger.

## Estil
Tot i que hi ha moltes diferències estilístiques entre els diferents grups de metal industrial, també hi ha una sèrie de trets comuns que caracteritzen el gènere.
En primer lloc, cal esmentar l'ús d'aparells típics de la música electrònica, com els samplers i els turntables (si bé altres subgèneres del metal també els utilitzen, com el nu metal). També s'ha de destacar el melodisme d'aquests grups front a altres del metal, com podria ser el thrash, i els ritmes marcats d'aquests grups, especialment des de la Neue Deutsche Härte. Els riffs de guitarra, solen ser durs i rítmics, alhora que repetitius, creant així un ritme similar al de la música de discoteca (si bé no tots els grups ho fan així), encara que mantenint la duresa pròpia del metal.

## Grups de metal industrial
- Clawfinger
- Deathstars
- Die Krupps
- Marilyn Manson
- Nine Inch Nails
- Oomph!
- Pain
- Rammstein
- Rob Zombie
- Static X
- Turmion Kätilöt